# Peng!
Peng! e. V. (auch: Peng! Kollektiv) ist eine Gruppe von Künstlern, Aktivisten, Handwerkern und Wissenschaftlern in Berlin. Das Kollektiv entwickelt subversive Aktionskunst mit dem Ziel, die Zivilgesellschaft zu mutigeren Kampagnen zu bewegen. Peng infiltrierte mit falschen Identitäten mehrmals Veranstaltungen als Akt zivilen Ungehorsams.

## Geschichte
Ab 2015 kooperierte der Verein mit dem Schauspiel Dortmund unter dem Logo Die Populistinnen und realisiert mit ihm gemeinsam Kampagnen und Aktionen. Sie waren auch auf der Berlin Biennale, der Manifesta Biennale, der Athens Biennale, dem Hamburger Kampnagel-Sommerfestival 2016 und bei der Chemnitzer Stadtkunstschau Gegenwarten 2020. Ihre Arbeit Call a Spy wurde auch im dänischen Staatsmuseum Kunsthal Charlottenborg gezeigt, ihre Ausstellung Pretty Good Privacy wurde im MuseumsQuartier in Wien gezeigt. 2022 stellten sie unter anderem gemeinsam mit Ai Wei Wei, Daniel Richter und Hito Steyerl aus.
2018 wurde Peng! mit dem Aachener Friedenspreis ausgezeichnet. Nachdem der Verdacht bestand, dass die Künstler auf einer deutschen Terrorliste stehen, verklagten sie den Verfassungsschutz zur Herausgabe der gesammelten Informationen über das Kollektiv.
Im Juni 2021 verkündeten drei Kernmitglieder des Peng!-Kollektivs auf Twitter ihren Austritt. Auslöser war laut Deutschlandfunk Kultur Peters’ Buch Wenn die Hoffnung stirbt, geht’s trotzdem weiter. Drei Frauen unter den verbleibenden Mitgliedern zeigten sich enttäuscht von dem Verhalten derjenigen die ausgetreten waren und schrieben, dass sie sich dafür einsetzen wollten, das Kollektiv queerfeministisch und gleichberechtigt zu gestalten.

## Projekte (Auswahl)

### Slam Shell
Im Dezember 2013 infiltrierten sie ein vom Ölkonzern Shell als PR-Veranstaltung organisiertes „Science-Slam“ im Berliner Tempodrom, wo sie eine Ölfontäne auf der Bühne inszenierten. Dabei riefen sie dazu auf, dass Shell sich aus der Arktis zurückziehen und die Verantwortung für die Umweltzerstörungen im Nigerdelta übernehmen solle.

### Horst Köhlers Kuckucksuhren-Sammlung
Bei einer Konferenz in Polen wurden sie missverständlicherweise angefragt, für den Ex-Bundespräsidenten Horst Köhler eine Biografie einzureichen, da sie die satirische Website „Horst Köhler Consulting“ betreiben. Die auf der Website der Konferenz veröffentlichte Biografie hatte aber einen unüblichen Ton: „Er war eine zentrale Figur in der argentinischen Finanzkrise 2001 und bewies sich selbst als rechtschaffener Glaubensanhänger der neoliberalen Politik.“ Weiter hieß es, dass er die größte Kuckucksuhrensammlung Deutschlands besitze. Die Website Horst Köhler Consulting wurde am Tag des Rücktritts des ehemaligen Bundespräsidenten eingerichtet, um die Debatte zur Rolle der Bundeswehr im Ausland zu befördern.

### Verantwortung Pflanzen
Als der Bundesverband der Deutschen Industrie am 3. Juli 2014 den 4. Rohstoffkongress im Haus der Deutschen Wirtschaft Berlin veranstaltete, verteilten sie gemeinsam mit anderen Aktivisten vor dem Gebäude kleine Bäumchen und Flyer im Namen des Bundesverbands der Deutschen Industrie. Den Kongressteilnehmern wurde gesagt, dass der BDI bis 2020 in Konfliktregionen der Welt 5.000.000 Bäume pflanzen würde. Auf der begleitenden Website, die im Corporate Design des Bundesverbandes gestaltet ist, heißt es: „Da wir zur Herstellung deutscher High-Tech Produkte auf Metalle aus Konfliktregionen angewiesen sind, pflanzen wir im Gegenzug für jedes Opfer einen Baum. Auf diese Weise wird der BDI seiner sozialen Verantwortung gerecht und trägt darüber hinaus zu einer verbesserten CO2-Bilanz der deutschen Industrie bei.“

### Google Nest
Auf der Re:publica 2014 stellten sie als vermeintliche Google-Mitarbeiter neue Überwachungs-Produkte vor. Der Konzern in den USA mahnte sie ab und forderte unter anderem, dass sie öffentlich verkünden, keine Google-Mitarbeiter zu sein. Daraufhin veröffentlichten sie ein Video, in dem sie traurig darüber seien, dass Google so tut, als würden sie nicht dort arbeiten und „kündigten, bevor alles zu spät sei“. Die Electronic Frontier Foundation vertrat sie gegen Google und veröffentlichte einen Brief, in dem es hieß: „Leider war die Haut von Google nicht dick genug, um diese relativ leichte Reibung auszuhalten.“

### No Christmas For Merkel
Im Dezember 2014 verteilten sie im Namen der CDU Weihnachtspostkarten, in denen Angela Merkel Abschiebung von Geflüchteten als christliche Tat darstellt. Sie bezogen sich damit auf die Rede von Angela Merkel kurz zuvor in der Templiner Kirche, wo sie rhetorisch fragte, ob Abschiebung unter bestimmten Voraussetzungen als christlich gesehen werden könne.

### Astro-TV-Hack
2015 unterwanderten sie den Esoterik-Sender Astro TV und riefen in der Sendung live dazu auf, dem Sender die Lizenz zu entziehen. Als Astro TV sie abmahnen ließ, um ihr Video der Aktion aus dem Internet zu löschen, riefen sie bei der Esoterik-Beratung des Senders an und fragten, wie sie mit der Abmahnung umgehen sollen. Aufgrund der Aktion meldeten sich ehemalige Mitarbeiter, die als Informanten gegen Astro TV aussagten.

### „Cinema for Peace“-Bühnen-Hijack
Zusammen mit The Yes Men und anderen Aktivisten in einem Polarbärkostüm infiltrierten sie 2015 die Cinema-for-Peace-Gala, um auf der Bühne für Desinvestition aus fossilen Energien zu werben. Da sie dabei die Rede von Natalie Portman störten, veröffentlichten sie einen Entschuldigungsbrief. Als sie von Sicherheitspersonal von der Bühne gezerrt wurden, kam ihnen die russische Punkband Pussy Riot zur Hilfe.

### Zero Trollerance
Am 14. April 2015 startete das Peng Collective eine Kampagne gegen sexistisches Verhalten auf Twitter. Mit Twitter-Bots generierten sie eine Liste „sexistischer“ Tweets nach einer Sprachanalyse von Twitter-Trollen, die von 160 verschiedenen Fake-Twitter-Konten zu einem Selbsthilfeprogramm eingeladen wurden. Das bestand aus sechs Videos, die die vermeintlichen Trolle zugesendet bekommen würden und in dem ein „Troll-Coach“ namens Adler King versprach, sie zu heilen, indem es sie zu Feministen mache.

### Vattenfake
Am 24. April 2015 kaperten sie die Hauptverwaltung des Energiekonzerns Vattenfall in Berlin und verkündeten in dessen Namen bei einer inszenierten Pressekonferenz, dass der Konzern Verantwortung für die Lausitz übernehmen würde. Sie versprachen einen Ausstieg aus der Kohleenergie und hundertprozentigen Umstieg zu erneuerbarer Energie. Unter anderem der RBB und die Märkische Allgemeine Zeitung fielen auf die Meldung herein und verbreiteten sie als reale Konzernentscheidung. Der CDU-Parlamentarier Sebastian Steineke verkündete, dass diese Nachricht aufgrund des Engagements der CDU Brandenburg entstanden sei. Die Aktion wurde von einer Website begleitet, die im Namen von Vattenfall das Verantwortungsprogramm verkündete.

### Auszeichnung für Fluchthilfe
Über die Website fluchthelfer.in kündigte das Kollektiv 2015 die „1. Verleihung des Europäischen Verdienstkreuzes am Bande“ an. Geehrt werden sollten am 7. August 2015 auf dem Pariser Platz vor der Vertretung der EU-Kommission „bekannte und anonyme Fluchthelfer.innen“. Zusätzlich rief das Kollektiv dazu auf, während der Urlaubsreise Fluchthilfe zu leisten und bot dafür als „Equipment zur Fluchthilfe“ ein „Starterkit“ an.

### Intelexit
Mit der Gründung von Intelexit unterstützen sie in Kooperation mit dem Schauspiel Dortmund Geheimdienstmitarbeiter darin, ihren Arbeitsplatz zu verlassen und ein ziviles Leben aufzubauen, sei es aus ethisch-moralischen oder psychologischen Gründen. Im Rahmen der Kampagne, die von der ZEIT als „ein großes, keineswegs auf Deutschland beschränktes Projekt mit ernstem Hintergrund“ bezeichnet wurde, warben sie mit großen Werbetafeln und Lastwagen vor der NSA, dem GCHQ, dem Bundesnachrichtendienst, dem Dagger Complex und der Lucius D. Clay Kaserne. Als sie Teile der Verfassung an das Gebäude des Verfassungsschutzes klebten, wurde der Verfassungstext von Mitarbeitern wieder abgerissen und entsorgt.
Mit einem Modell der Sentinel-Drohne, die beispielsweise in Afghanistan im Rahmen der Operation Enduring Freedom eingesetzt wird, warfen die Aktivisten Flyer über dem US-Militärgelände Dagger Complex in Darmstadt ab. Angeblich soll es Rechnern im Dagger Complex kurz nach der ungewöhnlichen Flugshow nicht mehr möglich gewesen sein, auf die Peng-Internetseite Intelexit.org zuzugreifen.
Im Laufe des Projekts haben sich nach Angaben des Kollektivs mehrere Geheimdienstmitarbeiter gemeldet, die aussteigen wollen. Diese würden nun von ihnen beim Ausstieg begleitet.
April 2016 wurde „Call a Spy“ in der Ausstellung des Hartware Medienkunstvereins in Dortmund und bei dem Logan Symposium zu investigativem Journalismus in Berlin installiert, bei der Besucher in die Rolle von Intelexit-Callcenter-Mitarbeiter geraten und mit zufällig ausgewählten Geheimdienstmitarbeitern in den USA, Deutschland, Frankreich, Kanada und Großbritannien per Telefon verbunden werden. 2016 war Call a Spy Teil der Berlin Biennale.

### Bundeswehr-Hack
Am 23. November 2015 startete das Kollektiv eine bundesweite Gegenkampagne zur Bundeswehrwerbung der Agentur Castenow. Sie bauten eine Mock-up-Website mit einem ähnlich klingenden Domain-Namen (www.machwaszaehlt.de anstelle von www.machwaszählt.de), auf der vor den Gefahren des Krieges und der Bundeswehr gewarnt wurde, anstelle wie auf der Originalseite dafür zu werben, bei der Bundeswehr zu arbeiten. Der Grund der Kampagne sei, dass mit der Originalkampagne ein falsches Bild der Armee gezeichnet würde, sagt ein Peng-Sprecher dem Stern: „Es suggeriert Abenteuer, Kameradschaft, Spaß. Es schafft einen Heldenmythos. Dass das Töten ein integraler Bestandteil der Arbeit ist, wird nicht deutlich.“ Innerhalb von wenigen Stunden war die Peng-Version der Website im Google-Ranking über der Seite der Bundeswehr. Während die Originalkampagne das Verteidigungsministerium 10,6 Mio. Euro kostete, gab das Kollektiv nach eigenen Angaben nur 100 Euro für dessen Untergrabung aus.

### Tortaler Krieg
Am 28. Februar 2016 bewarf Peng!-Aktivist Jean Peters die AfD-Politiker Beatrix von Storch und Albrecht Glaser in Kassel bei einem Treffen der Alternative für Deutschland im Pentahotel mit einer Sahnetorte, während ein zweiter Aktivist die Aktion filmte. Begründet wurde die Aktion mit leicht abgewandelten Originalzitaten der AfD, sie richtete sich gegen die Schießbefehl-Debatte der Partei, bei der diese einen Schusswaffengebrauch an den Außengrenzen gefordert hatte. Von Seiten der AfD wurde Anzeige wegen Beleidigung erstattet, gleichzeitig ermittelt die Polizei gegen AfD-Teilnehmer der Versammlung wegen des Verdachts gefährlicher Körperverletzung, weil sie mutmaßlich den Tortenwerfer tätlich angegriffen haben sollen. Nachdem von Storch auf ihrem Facebookauftritt namentlich den Tortenwerfer benannt hatte, erhielt der Aktivist Morddrohungen.

### Deutschland sagt Sorry!
Am 26. April 2016 wurde auf der Website ein Video veröffentlicht, in dem ein vermeintlicher Sprecher des Bundesministeriums für Arbeit und Soziales an die Leidtragenden der Agenda 2010 erinnert. Die Macher fordern Betroffene auf, ihre Geschichten zu erzählen und versprechen eine handsignierte Entschuldigung des Bundespräsidenten. Der Fokus des Videos liegt im Besonderen auf alleinerziehenden Müttern, dem Niedriglohnsektor und der Sanktion und Kürzung von Hartz-IV-Leistungen. Die Aktion wurde in Kooperation mit dem Schauspiel Dortmund durchgeführt.

### Kampagne gegen Kleinwaffenexport
In Schwenke (Halver) hatte Peng! einen fiktiven CDU-Ortsverband gegründet, der an die Parteivorsitzende Angela Merkel einen Aufruf richtete, sich in der nächsten Legislaturperiode gegen den Export von Kleinwaffen einzusetzen. Über diesen Aufruf wurde auch in internationalen Medien berichtet. Später bestätigte Peng! die Kommunikationsguerilla-Aktion.
In derselben Woche startete Peng! eine vermeintliche Rückrufaktion von Kleinwaffen des Herstellers Heckler & Koch, bei der man in dessen Namen Briefe an US-amerikanische Waffenhändler schicken sollte. Die Webseiten von Heckler & Koch in den USA und Deutschland waren daraufhin mehrere Tage mit der Nachricht versehen, man sei Opfer eines Hackerangriffs und von Fake News geworden.
In derselben Woche veröffentlichte die Gruppe ein Video, in dem sie dokumentierte, wie sie einen Friedenspreis für die Waffenindustrie vergab und dabei der Senior Vice President von Thyssen Krupp Marine Systems erst kurz vor der angeblichen Verleihung wieder wegging.
Im Rahmen dieser Aktionsreihe veröffentlichte Peng! fünf Gesetzesvorschläge zur Erneuerung des Kriegswaffenkontrollgesetzes und zur „Rettung des Artikel 26 GG“.

### VoteBuddy
Im Jahr 2017 gründete das Kollektiv die Satirewebsite VoteBuddy, auf der deutsche Nichtwähler angeblich ihr Stimmrecht bei der Bundestagswahl 2017 an nicht wahlberechtigte Migranten abtreten konnten. Der rechtsgerichtete Blogger David Berger, die Politikerin Erika Steinbach und (vorläufig) auch der Bundeswahlleiter Dieter Sarreither hielten die Website für ernst gemeint und illegal. Ein tatsächlicher Stimmentausch über VoteBuddy war zu keinem Zeitpunkt möglich.

### Haunted Landlord
Mit einem Bot hat Peng Immobilienfirmen und Hauseigentümer anrufen lassen und sie mit den Schicksalen der von ihnen verdrängten Menschen konfrontiert.

### Deutschland geht klauen
Mit dieser Kampagne rief Peng die Menschen dazu auf, Waren in Supermärkten zu stehlen und stattdessen die Gewerkschaften der Produzenten im globalen Süden zu bezahlen, und zwar über ihre Website. Man kann dort an acht Gewerkschaften zahlen, die für die Rechte der Arbeitnehmer kämpfen, während Peng sich für die Einführung eines Gesetzes in Deutschland starkmacht, mit dem man deutsche Unternehmen für die Verletzung der Menschenrechte im Ausland zur Rechenschaft ziehen kann.

### Pretty Good Privacy
2018 verkündete die Zeitung Österreich unter der Titel „Der Verfassungsschutz ermittelt jetzt gegen ein Kunstprojekt im Parlament.“, dass sie als Teil einer Künstlerresidenz im MuseumsQuartier Wien PGP-Schlüssel für alle Parlamentarier im Bundes- und Nationalrat Österreichs und allen öffentlich auffindbaren E-Mails des österreichischen Verfassungsschutzes erstellten und die öffentlichen PGP-Schlüssel auf eine eigene Webseite namens gvkeys.at hochgeladen hätte. Zwei Abgeordnete, Michael Bernhard und Ewa Dziedzic, kamen in die eigens zur Ausgabe des ausgedruckten privaten PGP-Schlüssels gegründete „Dezernatsabteilung für Emailverschlüsselungsangelegenheiten“ ihren Schlüssel gegen Vorlage des Personalausweises abholen. Weiterhin wurden die privaten Schlüssel vom Innenminister Herbert Kickl der FPÖ, Nationalratspräsidenten Wolfgang Sobotka der ÖVP und des ehemals Grünen Bundespräsidenten Alexander Van der Bellen mit ihrem eigenen öffentlichen Schlüssel verschlüsselt und als Siebdruck auf Leinwand ausgestellt. Die Galerie Modulart in Wien plante eine Ausstellung der Werke, jedoch sagte diese kurzfristig ab, da sie unter „zu hohem politischem Druck“ stehe, wie es offiziell heißt.
Nach der Motivation der Aktion gefragt, sagte ein Sprecher: „Die FPÖ versucht mit demokratischen Mitteln, die Demokratie in ihren Grundfesten zu zerschlagen. Erst die BVT-Affäre, wo sie gezielt Daten zur Rechtsextremismusrecherche konfiszieren ließ, und dann das kommende Überwachungspaket. Da grätschen wir rein und zwingen die Parlamentarierinnen und Parlamentarier, ab sofort E-Mail-Verschlüsselung anzuwenden.“

### Seebrücke des Bundes
Am 29. Juni 2018 veröffentlichte Jan Böhmermann als erster die satirische Website namens „Seebrücke des Bundes“ von Peng, in der sie behaupteten, das Bundesministerium des Innern, für Bau und Heimat setze sich dafür ein, dass bis 2019 alle in Seenot geratenen Menschen in Deutschland aufgenommen werden. Auf der Website wurde ein komplexes Programm des Innenministeriums dargelegt, in dem Menschen gefördert wurden, nach Deutschland zu kommen und mit Hilfe von „Reintegrationsscouts“ Ausbildungsplätze zu finden. Makroökonomisch argumentieren sie: „Insgesamt erwartet das BMI Skaleneffekte, welche das übergeordnete Ziel der Fluchtursachenbekämpfung effektiv unterstützen: Ein Teil der in der Bundesrepublik an die Flüchtlinge ausgezahlten Unterstützung fließt über Direkttransfers an die zurückgebliebenen Familienmitglieder in den Herkunftsländern und hilft dort die wirtschaftliche und soziale Lage zu stabilisieren und zu verbessern. Aus Erhebungen der Weltbank ist bekannt, dass diese Form der Entwicklungshilfe gegenüber klassischer Entwicklungszusammenarbeit oder der Vergabe von Mikrokrediten 2–5 Mal wirksamer und nachhaltiger ist.“ In dem Imagevideo auf der Website ist die Stimme von Jan Josef Liefers zu hören.
Mit dieser Website initiierte Peng die Bewegung „Seebrücke“, indem sie auf der Website und im viralen Video offensiv dafür warben, sich daran zu beteiligen. Die Bewegung setzt sich gegen die Kriminalisierung von Seenothilfe ein und machte in den folgenden Wochen in über 50 deutschen Städten mit Demonstrationen und Aktionen auf sich aufmerksam.
Das Bundesministerium des Innern, für Bau und Heimat ließ das Werbevideo auf YouTube sperren, obwohl es sich erkennbar um Satire handelte, und wies per Twitter wiederholt darauf hin, dass es nicht damit in Verbindung stehe.
Am 10. Juli wurden in Rostock Flugblätter am Rathaus verteilt, auf denen behauptet wurde, die Stadt würde sich an der Aktion beteiligen. Die Stadt prüft die illegale Nutzung ihres Wappens.

### Mask.ID
Am 22. September 2018 wurde bekannt, dass die Aktionskünstler einen Deutschen Reisepass erstellen ließen, der ein nicht-biometrisches Foto enthielt, auf dem das menschliche Auge sowohl Federica Mogherinis als auch eines ihrer Gruppenmitglieder zu sehen war. Daraufhin inszenierten sie, wie fünf weitere solche Pässe nach Libyen geschickt wurden, was online nachverfolgt werden konnte. Mit diesem Projekt wollten sie sowohl auf die Überwachung innerhalb Europas durch Zusammenlegung biometrischer Datenbanken aufmerksam machen als auch auf die Abschottung Europas nach außen.

### Klingelstreich beim Kapitalismus
Als „Klingelstreich beim Kapitalismus“ bezeichneten 2020 Peng!-Aktivisten eine Aktion, bei der sie die COVID-19-Pandemie nutzen wollten, um „grundlegende Systemfragen zu stellen“, wie etwa die Vergesellschaftung von Unternehmen. Dafür bauten sie die Website des fiktiven Bundesamtes für Krisenschutz und Wirtschaftshilfe, das sie unter dem Dach des Bundeswirtschaftsministeriums ansiedelten. Per E-Mail mit dem Absender des angeblichen Bundesamtes oder telefonisch nahmen sie Kontakt zu Unternehmen auf – unter ihnen die Helios Kliniken und der Immobilienkonzern Vonovia – und baten um Gespräche mit CEOs. Dabei gaben sie vor, dass ein neues Konjunkturpaket vorbereitet werde und versuchten Auswege aus der Krise zu erörtern. Für das Kampnagel-Sommerfestival 2020 produzierte Peng! eine Installation und eine Videoreportage über die Aktion.

### Tearthisdown
Im Sommer 2020 veröffentlichte das Kollektiv unter der Seite tearthisdown.com zusammen mit antikolonialen Aktivisten eine Deutschlandkarte, auf der „koloniale Orte“ in der Hauptstadt und im ganzen Bundesgebiet verzeichnet waren: kolonialnostalgische Straßennamen, Statuen und Gedenktafeln, die romantisierend an deutsche Verbrechen in Afrika, Asien und Ozeanien erinnern. Am 15. Juli 2021, etwa ein Jahr später, standen mehrere Polizisten im Büro des Kollektivs in Kreuzberg. Zeitgleich ließ die Berliner Staatsanwaltschaft die Privaträume von zwei Mitgliedern der Gruppe durchsuchen, offiziell im Zusammenhang mit Sachbeschädigungen an Denkmälern und Straßenschildern in Berlin: in der Zehlendorfer Clayallee, am „Gedenkstein der Gefallenen des Herero-Aufstands“ in Neukölln, am Bismarck-Nationaldenkmal im Tiergarten oder im sogenannten Afrikanischen Viertel im Wedding, also an Orten, die auch laut der interaktiven Peng-Karte den deutschen Kolonialismus verherrlichen. Die Orte wurden teilweise mit Farbe beschmiert oder es tauchten dort Sprüche wie „Tear this down!“ (Reißt dies ab!) auf.

### BioNTech Leaks
Am 10. Februar 2021, während der COVID-19-Pandemie, wurde die Aktion BioNTech Leaks gestartet, mit der die Mitarbeiter von Biontech aufgefordert wurden, die Anleitung zur Herstellung des mRNA-basierten SARS-CoV-2-Impfstoffs Tozinameran zu veröffentlichen. Die Aktion war umstritten. Die Forderung, dass die deutschen Pharmafirmen Biontech und Curevac auf ihre geistigen Eigentumsrechte verzichten, um die weltweite Produktion ihrer Corona-Impfstoffe zu ermöglichen, wird von Entwicklungs- und Menschenrechtsorganisationen wie Amnesty International, Ärzte ohne Grenzen, Oxfam und Transparency International unterstützt.

### Luci App
Anfang Mai 2021 veröffentlichte das Kollektiv unter der Domain luci-app.de eine Webapp, mit der man beliebig, wahlweise alle Ministerpräsidenten, die Mitglieder der Band Die Fantastischen Vier, 25 zufällige IDs oder sich selbst anonym im Kontaktverfolgungssystem der Luca-App registrieren konnte. Hierzu nutzte die Webapp eine Sicherheitslücke der Luca-App, die Telefonnummern nur Clientseitig durch Javascript-Code verifizierte, welcher für die Luci App modifiziert wurde. Ziel der Aktion war es, die Kritik an mangelnder Sicherheit und intransparenter Vergabe in der Praxis zu demonstrieren und die Corona-Warn-App als sichere und dezentrale Alternative zu bewerben. Laut FAQ der Website werden die Gesundheitsämter durch die Webapp aber nicht zusätzlich belastet.

## Positionen
Wenn die politische Sphäre aufgrund von schrumpfenden Handlungsspielräumen für eine aktive Zivilgesellschaft („Shrinking Spaces“) Arbeit wie von Peng nicht mehr ermögliche, sei es geboten, politischen Aktivisten „Asyl“ in der Kunst- und Kulturproduktion zu bieten.
Zu einer besseren Gesellschaft gehöre „die Aufhebung des Kapitalverhältnisses und zwar mit alldem, was es an Ausbeutung, Armut, Ungleichheit und Entfremdung mit sich bringt.“